# كارل غول
كارل غول هو سياسي ألماني، ولد في 1 فبراير 1889 في فتسلار في ألمانيا، وتوفي في 17 يناير 1972 في أوفنباخ أم ماين في ألمانيا. نشط حزبياً في الحزب الديمقراطي الحر. وقد انتخب عضو في برلمان هسن ‏ وانتخب عضو في البوندستاغ الألماني خلال فترته النيابية ‏ (7 سبتمبر 1949 – 7 سبتمبر 1953).